# Adonis globosa
Adonis globosa är en ranunkelväxtart som beskrevs av Steinb. och Karl Heinz Rechinger. Adonis globosa ingår i släktet adonisar, och familjen ranunkelväxter. Inga underarter finns listade i Catalogue of Life.